# Алфонсо IV (Арагон)
Алфонсо IV Кротки (на испански: Alfonso el Benigne; * 2 ноември 1299, Неапол; † 24 януари 1336) e 13-и крал на Арагон, крал на Валенсия и Майорка и граф на Барселона (1327 – 1336).

## Произход и управление
Син е на крал Хайме II Арагонски и Бланка Анжуйска.
Алфонсо става наследник на арагонския престол след като неговия по-голям брат Хайме отива в манастир. Още като наследник, през 1323 – 1324 г., Алфонсо окончателно завоюва Сардиния, права над която са дадени от римския папа на неговия баща Хайме II Арагонски, и успешно отразява нападението на генуезците на Сасари.
През 1330 г. в Сардиния избухва въстание, а на следващата година арабите обсаждат Алмерия и Елче. Впоследствие на Алфонсо постоянно се налага да води война на два фронта – в Каталония и в Сардиния.

## Брак и потомство
Жени се два пъти:
∞ 1. 10 ноември 1314 в Катедралата на Лерида за Тереза д'Ентенса (ок. 1300 – 1327, Сарагоса), графиня на Урхел, от която има 5 сина и 2 дъщери:
- Алфонсо Арагонски (1315 – 1317, Балагер)
- Констанца Арагонска (1318 – 1346, Монпелие), чрез брак кралица на Майорка, ∞ 1336 за Хайме III Mайоркски
- Педро IV Арагонски „Церемониалния“ (1319 – 1387), 14-и крал на Арагон, крал на Валенсия (под името Педро II), крал на Сардиния и Корсика (под името Пиетро I), граф на Сердан, граф на Барселона (Педро III) от 1336 г. до смъртта си; ∞ 1. 1338 за Мария Наварска, от която има 4 деца 2. 1347 за Елеонора Португалска, от която няма деца 3. 1349 за Елеонора Сицилианска, от която има 4 деца, от които произхождат следващите крале на Арагон 4. 1377 за Сибила де Фортия, от която има 3 деца
- Хайме (1320 – ноември 1347), граф на Урхел като Хайме I (от 1327)
- Исабела (1323, Сарагоса – 1327)
- Фредерико (1325 – ум. млад)
- Санчо (октомври 1327, Сарагоса – декември 1327).

2. ∞ 5 февруари 1329 в Катедралата на Тарагона за Елеонор Кастилска (1307 – 1359), от която има двама сина:
- Фернандо Алгонсо Арагонски, принц на Арагон (1329 – 1363), маркиз на Tортоса; ∞ за Мария Потугалска, дъщеря на краля на Португалия Педру I, от която няма деца.
- Хуан Арагонски (ок. 1330 – 12 юни 1358, Билбоа, отровен от Педро I Жестокия), господар на Елче; ∞ 1354 за Исабела Диас де Харо, госпоарка на Биская, от която има 2 дъщери